# Grotte de la Cascade
Die Grotte de la Cascade (auch: Grotte de Môtiers) ist eine Höhle, die in Môtiers in der Gemeinde Val-de-Travers im Schweizer Kanton Neuenburg liegt. Der Name stammt vom Wasserfall des Bachs Riaux vor dem Eingang der Höhle. Die Grotte ist eine der längsten Höhlen des Kantons Neuenburg. Am Eingang der Grotte erinnert eine Tafel daran, dass diese bereits von Jean-Jacques Rousseau in den Jahren 1762 bis 1765 besucht wurde.

## Höhlensystem

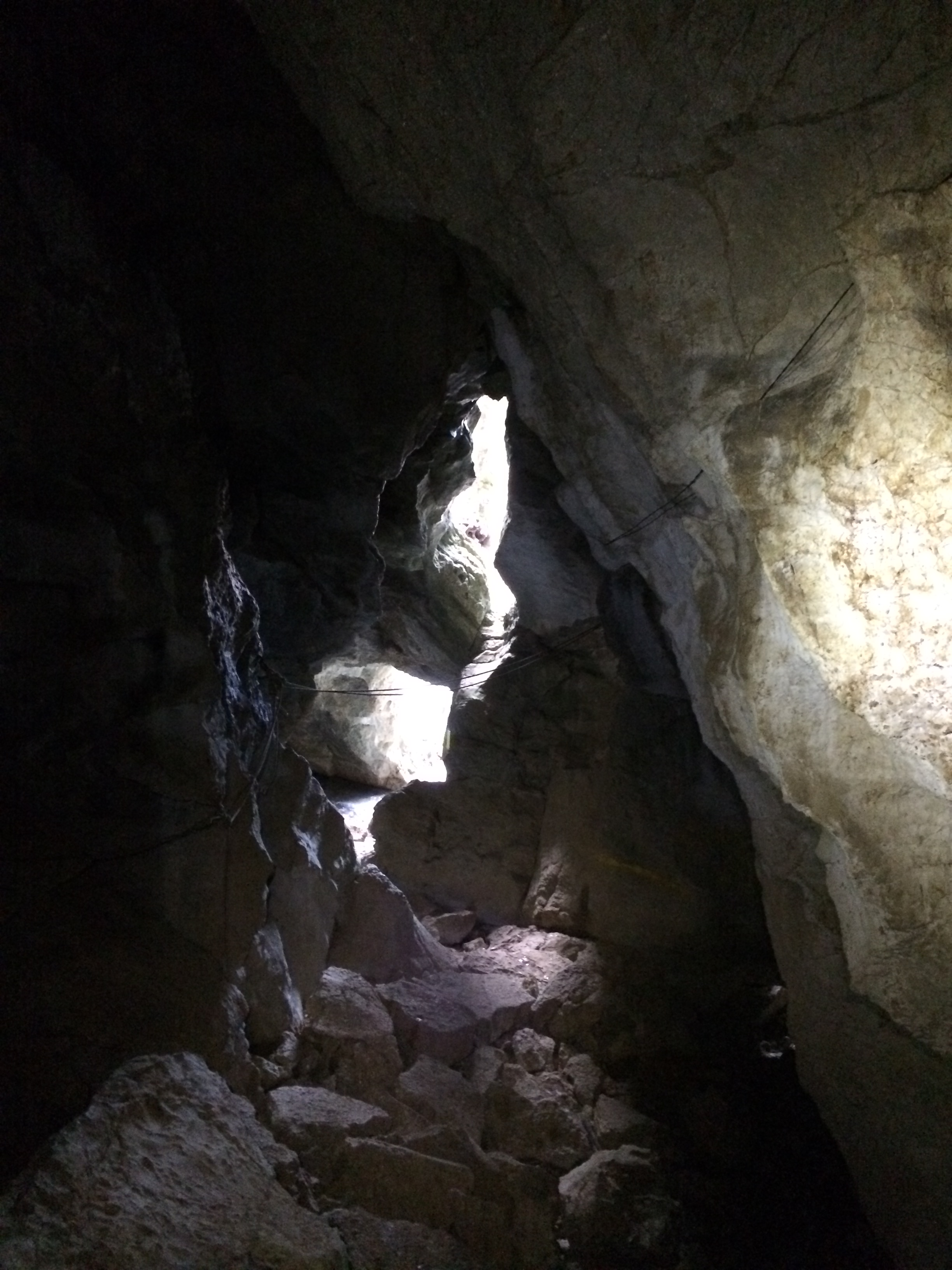
Eingangsgalerie

Die Höhle hat zwei Haupteingänge beim Wasserfall und bei dem Austritt des Flusses Sourde. Die beiden Höhlengalerien werden durch zwei Siphons verbunden. Das Höhlensystem wurde von unterirdischen Flüssen im Kalkstein geformt.
Teile der Höhle sind noch nicht erforscht, da die weitere Erforschung Tauchgänge erfordert. Im Innern der Höhle sind deshalb Kabel und Leiter fix installiert, um das Material für die Tauchgänge bis zum grossen Siphon nach dem sogenannten Schlammsee zu transportieren. Im Frühjahr 2013 war ein Höhlenforscher wegen starken Wassereinbruchs in der Höhle während 48 Stunden eingeschlossen und musste mit einer aufwändigen Bergungsaktion gerettet werden. Die Galerien beim Eingang der Höhle werden auch bei starken Regenfällen nicht überflutet.